# Automeris hesselorum
Automeris hesselorum é uma espécie de mariposa do gênero Automeris, da família Saturniidae.
Sua ocorrência foi registrada no México. Também pode ser encontrada no estado do Arizona, nos Estados Unidos, onde atingem a fase adulta nos meses de julho a agosto.
O período de incubação dos ovos é de 10 a 14 dias.